# Rudolf Schilling (Architekt)

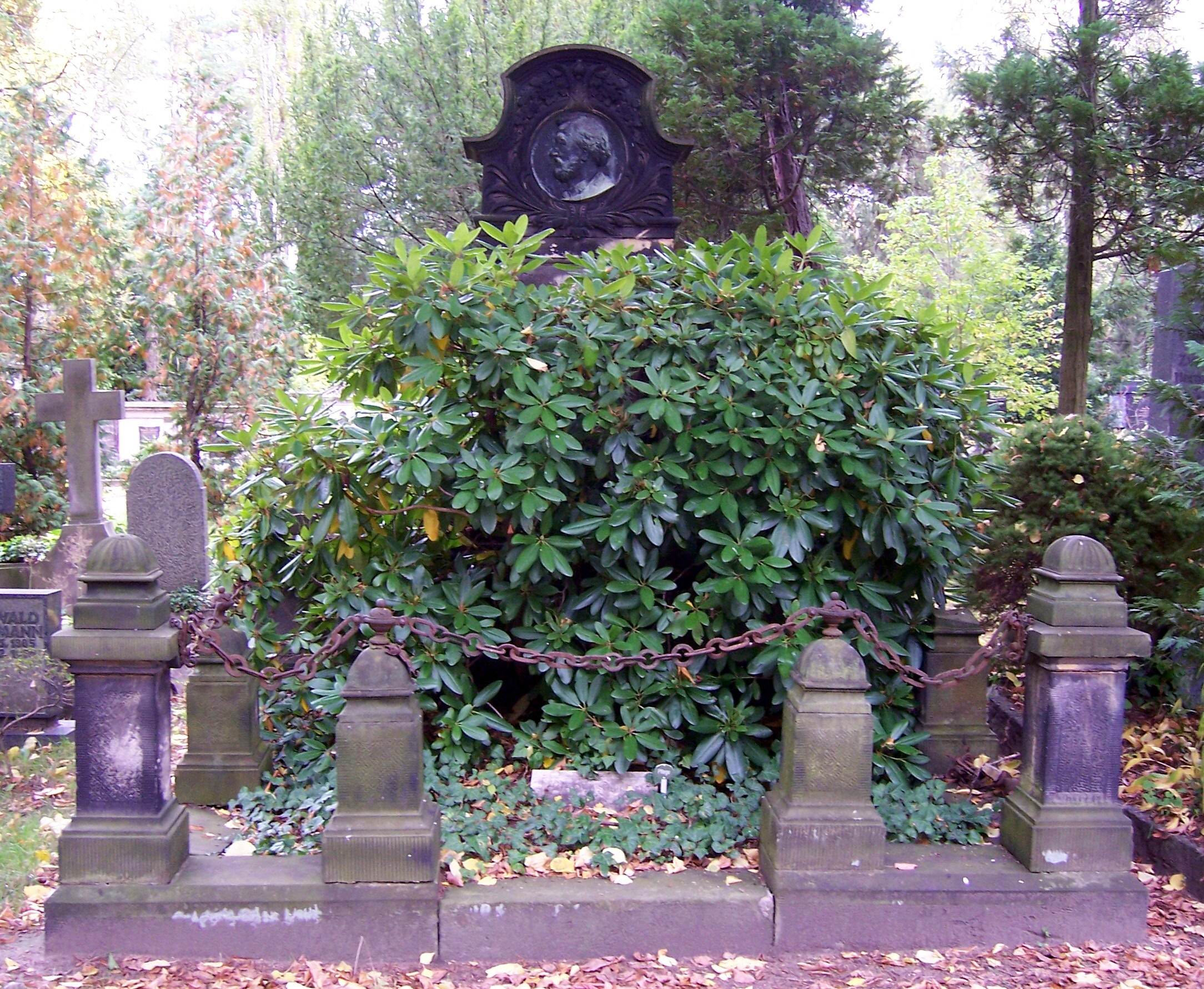
Grab von Rudolf Schilling auf dem Johannisfriedhof in Dresden

Rudolf Schilling (* 1. Juni 1859 in Dresden; † 19. Dezember 1933 ebenda; vollständiger Name: Georg Rudolf Schilling) war ein deutscher Architekt. Seine Hauptschaffensphase hatte er im Dresdner Architekturbüro Schilling & Graebner ab 1889 bis zu seinem Tod.

## Leben
Geboren als Sohn des Bildhauers Johannes Schilling und damit als Angehöriger des westlichen Stamms des Adelsgeschlechts Schilling, war Rudolf Schilling zunächst ab 1872 Kreuzschüler. Anschließend studierte er ab 1879 Architektur am Polytechnikum Dresden, wo er besonders von Professor Karl Weißbach beeinflusst wurde. Hier lernte Schilling auch Julius Graebner kennen, der später in einem gemeinsamen Architekturbüro sein Partner werden sollte. Ab 1880 war das Studium für ein Jahr wegen seines Wehrdienstes bei der Sächsischen Armee unterbrochen, um dann letztendlich 1883 abgeschlossen zu werden. Danach arbeitete Schilling vorübergehend in einem Architekturbüro in München und von 1884 bis 1886 in Berlin bei Hermann Ende und Wilhelm Böckmann. Anschließend ließ er sich als selbstständiger Architekt in seinem Geburts- und Studienort Dresden nieder.

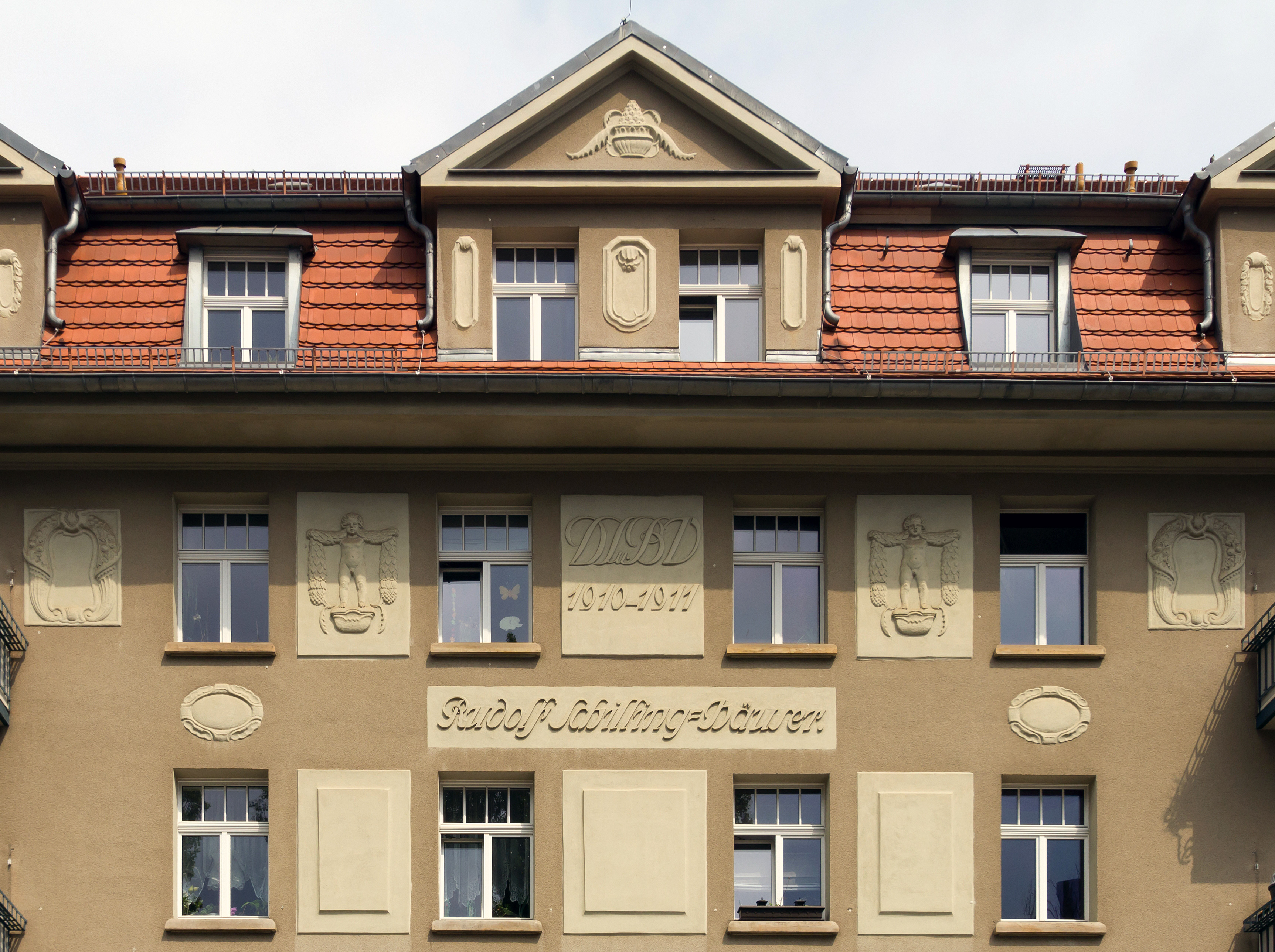
Fassadenschmuck an den Rudolf-Schilling-Häusern in der Holbeinstraße in Dresden

Im Jahr 1889 gründete er gemeinsam mit seinem früheren Kommilitonen Graebner das Büro Schilling & Graebner. Gemeinsam schufen sie vorwiegend in Sachsen eine Vielzahl zunächst historisierender, dann am Jugendstil und der Reformarchitektur der frühen Moderne orientierter Kirchen, Verwaltungsgebäude, Privatvillen, Großwohnanlagen und sonstiger Bauten. Schilling trug den Titel eines Königlichen Baurates. Nachdem sein Geschäftspartner Julius Wilhelm Graebner im August 1917 verstorben war, führte Schilling das Architekturbüro Schilling und Graebner mit dessen Sohn Erwin Graebner weiter. Sein eigener Sohn Otto Schilling, ebenfalls Architekt, verstarb am 1. Juni 1927, dem 68. Geburtstag Rudolf Schillings. Schilling selbst starb 1933 an den Folgen eines Schlaganfalls und liegt auf dem Johannisfriedhof in Tolkewitz begraben.

## Mitgliedschaften
- Donnerstagsvereinigung Dresdner Architekten
- Dresdner Spar- und Bauverein
- Künstlergemeinschaft Die Zunft
- Deutscher Verein für Volkshygiene

## Werk

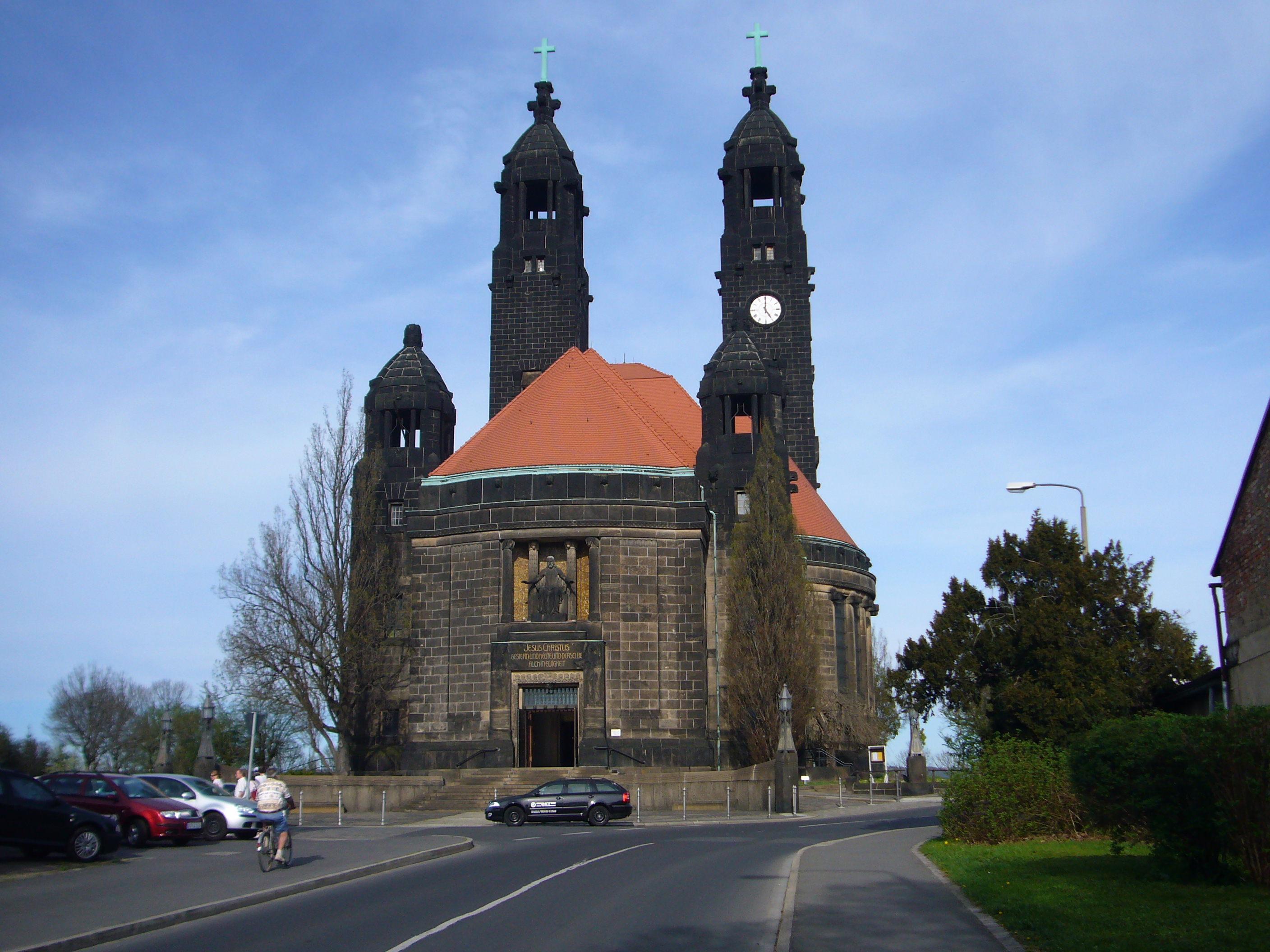
Christuskirche in Strehlen von Schilling & Graebner

Vor seiner Zusammenarbeit mit Julius Wilhelm Graebner entwarf Schilling um 1887 im Wesentlichen zwei Gebäude an der Pillnitzer Straße in der Pirnaischen Vorstadt. Dabei handelt es sich um das Schilling-Museum der Städtischen Sammlungen Dresden und das Wohnhaus der Familie Schilling. Beide wurden bei den Bombenangriffen vom 13. Februar 1945 zerstört und nicht wieder aufgebaut. Die weiteren Werke entstanden im Büro Schilling & Graebner und sind im dortigen Artikel vermerkt.

## Schriften
- Schilling und Graebner, Architekten BDA, Dresden. Eine Auswahl. Bauten von 1918–1928. Maximilian Maul, Berlin 1928.